# Памятник Сергею Прокофьеву в Камергерском переулке
Памятник Сергею Прокофьеву — памятник советскому композитору, дирижёру, пианисту, народному артисту РФСФР Сергею Сергеевичу Прокофьеву. Установлен 11 декабря 2016 года, в Москве напротив дома 6 в Камергерском переулке.
Скульптор — народный художник России Андрей Ковальчук.
Открытие памятника было посвящено 125-летию со дня рождения композитора. Скульптура установлена напротив дома № 6 в Камергерском переулке, где Сергей Прокофьев прожил последние шесть лет жизни. Памятник представляет собой бронзовую фигуру композитора высотой 210 сантиметров на небольшом гранитном постаменте, где указано его имя.
По словам Андрея Ковальчука, идея скульптуры основана на фотографии, запечатлевшей пластический образ идущего Сергея Прокофьева, одетого в элегантное пальто и шляпу, левой рукой придерживающего нотные листы с подписью «Серж Прокофьев».